# سعید بهاءلو
دکتر سعید بهاءلو (زادهٔ ۱۳۵۵ هوره) پزشک ارتفاع تیم ملی امید کوهنوردی کشور بود که در آبان سال ۱۳۸۷ پس از صعود قلهٔ ۷٬۱۳۴ متری تیلیچو پیک واقع در رشته‌کوه هیمالیا، در مسیر بازگشت دچار حادثه و مفقود گردید. عملیات جستجو و نجات به یک شرکت نپالی سپرده شد و پس از ۱۶ روز و پیدا نشدن پیکر وی، پایان عملیات جستجو اعلام گردید.

## تحصیلات
- دکترای پزشکی عمومی، ۱۳۸۰، شهرکرد.[۵]
- رزیدنت بیهوشی، ۱۳۸۵، تهران.[۵]
- رزیدنت پزشکی ورزشی، ۱۳۸۶، تهران.[۵]

## فعالیت‌ها
- پزشک ارتفاع اردوهای تیم ملی کوهنوردی.[۵]
- مسئول کمیته پزشکی هیئت کوهنوردی شمیرانات.[۵]
- مدرس دوره‌های پزشکی کوهستان فدراسیون کوهنوردی.[۵]

## حادثه
در روز جمعه ۱۲ مهرماه ۱۳۸۷ تیم ملی امید کوهنوردی برای صعود به قلهٔ تیلیچو پیک به مقصد کشور نپال و منطقهٔ آناپورنا ایران را ترک کردند. این تیم را ۸ کوهنورد ردهٔ سنی امید و سرپرست برنامه، حسین امانی و پزشک ارتفاع دکتر سعید بهاءلو تشکیل داده بودند. تیم با برپایی کمپ در منطقه و هم‌هوایی با توجه به شرایط آب و هوایی پس از دو هفته اولین تلاش برای صعودش را انجام می‌دهد. در روز چهارشنبه ۸ آبان، تیم به همراه ۲ نفر شرپا موفق به صعود قله می‌شود. در مسیر بازگشت به کمپ دوم پزشک ارتفاع تیم، سعید بهاءلو دچار حادثه شده و سقوط می‌کند.